# 보파 (영화)
보파(Bopha!)는 미국에서 제작된 모건 프리먼 감독의 1993년 드라마 영화이다. 대니 글로버 등이 주연으로 출연하였다.

## 출연

### 주연
- 대니 글로버
- 말콤 맥도웰
- 알프리 우다드
- 메이나드 에지아시

### 조연
- 말릭 브로웬즈
- 마이클 친야무린디
- 그레이스 말라바
- 크리스토퍼 존 홀

## 제작진
- 공동제작: 로리 맥크레리
- 미술: 마이클 필립스
- Ass-PD: 마이클 L. 게임즈